# Lászlo Barabási
Albert-László Barabási (30 de marzo de 1967; Cârţa, Rumania) es un profesor en Northeastern University (Boston, EE. UU.) y en Central European University (Budapest, Hungría). Se ha dado a conocer por sus investigaciones acerca de redes libres de escala y las redes biológicas. Procede culturalmente de la minoría húngara nacida en Transilvania, conocida como székely. Estudió Ingeniería en Rumanía, después hizo un Máster en Hungría y actualmente reside en los EE. UU.

Barabási ha sido uno de los mayores contribuyentes al desarrollo de redes complejas que se aproximan al mundo real, junto a otros físicos, matemáticos e informáticos, como Steven Strogatz, Mark Newman o Duncan J. Watts. El principal aporte de Barabási ha sido la introducción del concepto de redes libres de escala, así como ser divulgador de la teoría de redes. Entre los temas de teoría de redes que Barabási ha estudiado están el crecimiento de las redes y el enlazamiento preferencial, probablemente los mecanismos en parte responsables de la estructura de la World Wide Web o la célula. De acuerdo con la revisión de uno de los libros de Barabási, el enlazamiento preferencial puede describirse de la siguiente manera: 
"Barabási ha descubierto que los sitios web que forman la red (de la WWW) tienen ciertas propiedades matemáticas. Las condiciones para que se den estas propiedades son tres. La primera es que la red se debe de estar expandiendo, creciendo. La precondición de crecimiento es muy importante, ya que la idea de emergencia la acompaña. La red está en constante evolución y adaptación. Esta condición es considerablemente apreciable en la World Wide Web. La segunda es la condición de enlazamiento preferencial, es decir, los nodos (sitios web) preferirán enlazarse a conectores (sitios web que poseen las mayores conexiones). La tercera condición es lo que se llama idoneidad competitiva, lo que en términos de red significa su tasa de atracción
No todas las páginas pueden estar conectadas entre sí. Comenzando desde cualquier página, podemos únicamente alcanzar alrededor del 24% de todos los documentos; lo demás es invisible para nosotros, inalcanzable a la hora de surfear en la red. 
Esta es una consecuencia de las varias razones técnicas por las que los enlaces de la Web están direccionados. En otras palabras, a través de un URL, podemos viajar únicamente en una dirección, aunque pareciera que viajáramos en múltiples direcciones, no es así. De hecho, si no existe ningún vínculo entre dos nodos en una red direccionada, puedes conectarlos a través de otros nodos, como podemos ver en ésta figura. Por ejemplo, si quieres ir de A a , puedes ir al nodo A, después al nodo B el cual estará direccionado al nodo C, el cual señala al nodo D, pero no se puede hacer un “viaje redondo” pues del nodo C no habrá vínculo de vuelta al nodo A. Los vínculos pueden estar direccionados o no direccionados. En una red direccionada no hay garantía de que un camino de regreso exista, tendrás que visitar nodos intermedios para ir de vuelta a A. La red está repleta de estas desarticulaciones. La mayoría de las webs son “no-direccionadas”. 
(Figura: Los continentes de una red direccionada. 
La Red Informática Mundial se parte naturalmente en varios continentes identificables. Los nodos en el continente DENTRO, están acomodados de modo que los vínculos te lleven de vuelta a la coraza central. Pero si comienzas desde la coraza, no podrás llegar al continente DENTRO. Por otro lado, todos los nodos del continente FUERA pueden ser alcanzados desde la coraza, pero no hay camino de vuelta. También hay “tuberías” que te conectan directamente entre los continentes DENTRO y FUERA; algunos nodos que forman racimos que se encuentran adjuntos entre estos dos continentes; y por último, ciertos nodos que forman islas aisladas, las cuales no pueden ser accesadas desde el resto de los nodos, islas o continentes.)
Si nos basamos en esta imagen, el primer continente contiene un cuarto de las páginas web; se llama “coraza central” o “central core” para Barabasi. Este espacio, brinda la página principal de grandes páginas web, por otro lado es fácilmente navegable. Por lo mismo, estamos cerrados a la demás información porque desconocemos de su existencia al navegar principalmente en lo que el "central core" ofrece. Es raro que logremos llegar a otros continentes o islas de la web. Eso da pie a que se de un remix cultural, porque al no tener la capacidad de crear algo 100% nuevo, tomamos material existente del "central core" y lo editamos hasta crear un producto "diferente" que eventualmente terminará en el mismo continente y se prestará a ser re-reciclado. Si tuviéramos acceso a los demás continentes y a las islas, probablemente la información que reciclamos sería mucho más diversa en el continente central. 
Después vienen los siguientes continentes, denominados DENTRO y FUERA, los cuales son igual de amplios que la coraza central, pero son más difíciles de navegar. De las páginas de DENTRO podrás llegar a la coraza central, pero no hay caminos para regresar de la coraza hacia DENTRO. 
La isla de FUERA, esta replete de páginas web corporativas. El cuarto continente esta hecho de racimos que se encuentran desconectados por las islas, es decir, son grupos aislados de páginas interconectadas que se vuelven inalcanzables desde la coraza central y que además no tienen una conexión de vuelta, además contienen cientos de documentos Web.

## Trabajos
- Barabási, Albert-László Linked: How Everything Is Connected to Everything Else, 2002, ISBN 0-452-28439-2
- Barabási, Albert-László y Réka Albert. "Emergence of scaling in random networks", Science, 286:509-512, October 15, 1999.
- Barabási, Albert-László y Zoltán Oltvai, "Network Biology", Nature Reviews Genetics 5, 101-113 (2004).
- Barabási, Albert-László, "The Formula", The Universal rules of Success, 2018, ISBN-10: 0316526479